# 122 TCN
Năm 122 TCN là một năm trong lịch Julius. 